# Jindřich Ladislav Barvíř
Jindřich Ladislav Barvíř (15. července 1863, Choltice – 26. května 1952, Praha) byl český geolog, báňský odborník a historik.

## Život
Narodil se v rodině choltického mlynáře Josefa Barvíře a jeho manželky Anastazie, rozené Dvořákové.

### Studia
V letech 1873–1881 vystudoval gymnázium v Rychnově nad Kněžnou. Ve studiích pokračoval v letech 1881–1885 na Filozofické fakultě české univerzity v Praze a poté v letech 1889–1890 a 1891–1892 studoval chemii, mineralogii a petrografii na univerzitě ve Vídni u profesorů Albrechta Schraufa a Gustava Tschermaka.
Doktorát získal roku 1890 za práci "O rychlosti světelné v krystalech různými směry" zároveň s aprobací pro výuku přírodních věd na středních školách.
Navázal studiem mikroskopických metod petrografického výzkumu na universitě v Greifswaldu u profesora Emila Cohena (1892–1893).
V roce 1894 se habilitoval jako docent petrografie prací "O některých serpentinitech západní Moravy".

### Rodinný život
V letech 1892–1893 studoval středověká ložiska zlata v Jílovém u Prahy. Často se sem vracel a v roce 1939 zde rodina postavila činžovní vilu, které se říkalo "Barvířova". Zde se seznámil s Marií Kolihovou (nar. 24. března 1862), se kterou se 23. listopadu 1895 v Praze oženil.
Manželé Barvířovi měli syna Jindřicha (1896–1896); ten však téhož roku zemřel. Dcera Olga Barvířová (1898–1985) byla archeoložkou v muzeu v Jílovém u Prahy, autorka řady odborných prací.

## Pedagogická činnost
V letech 1885–1889 působil jako vychovatel dětí hraběte Jindřicha Haugwitze v Náměšti nad Oslavou. Poté (1890–1891) byl učitelem na gymnáziu v Litomyšli a od roku 1893 do roku 1894 asistentem u Karla Vrby na Mineralogickém ústavu české univerzity. Docentem na Mineralogickém ústavu se stal roku 1894 a tamtéž byl v roce 1902 jmenován mimořádným profesorem.
V letech 1893–1910 vyučoval na středních školách v Praze na Žižkově. Od roku 1910 byl ředitelem 1. české státní reálky v Plzni. Návazně (1919–1926) učil na české reálce v Praze I., odkud odešel v roce 1926 do výsluhy.
K jeho známým žákům patřil Josef Kratochvíl, František Slavík, Vojtěch Rosický, Břetislav Zahálka a další.

## Vědecká činnost

### Členství v Akademii věd
Roku 1896 byl jmenován mimořádným členem Královské české společnosti nauk. V roce 1900 se stal dopisujícím členem České akademie věd a umění a v roce 1939 se tak stal členem s nejdelším členstvím (39 roků a 1 měsíc).

### Historie
V době studií na gymnáziu publikoval v Časopise Musea Království českého a Památkách archeologických výsledky svého archivního výzkumu. Zabýval se dějinami města Chocně a v roce 1896 vydal o své práci publikaci Děje města Chocně.
Zabýval se dějinami hornictví v Kutné Hoře a Jílovém u Prahy a okolí.

### Petrografie a příbuzné vědy
Byl autorem řady odborných publikací. Ve Vídni publikoval práce o morfologické krystalografii korundu z Cejlonu a Pokojovic. Prováděl mikroskopický výzkum metamorfovaných hornin – granulitů, eklogitů a serpentinitů západní Moravy, granulitů z jihočeského moldanubika od Prachatic, Křišťanova a Adolfova a rul z Černé (ložisko grafitu).
Byl průkopníkem výzkumu horninotvorných minerálů, v letech 1896 a 1902 publikoval návod pro mikroskopické určování živců. Též popsal v Čechách dosud neznámý dumortierit a zpracoval morfologickou krystalografii cerusitu ze Stříbra, srostlic augitu z ostrova Stromboli.
Od roku 1893 se zabýval geologickým a báňskohistorickým výzkumem středočeských ložisek zlata u Jílového, Štěchovic a Nového Knína.
V Národním muzeu instaloval v devadesátých letech 19. století petrografickou sbírku.

## Posmrtné pocty
- Barvířova ulice je v Jílovém u Prahy

## Zajímavost
O úctě, s jakou se setkával v rodné Choltici svědčí výjimečný zápis v matrice narozených, kde k údaji o jeho narození a křtu připsal farář v roce poznámku, že v roce 1932 slavil Jindřich Barvíř své 70. narozeniny mší, slouženou v místním kostele.